# Kamskajatoppen
Kamskajatoppen är en bergstopp i Antarktis. Den ligger i Östantarktis. Norge gör anspråk på området. Toppen på Kamskajatoppen är 2 640 meter över havet, eller 341 meter över den omgivande terrängen. Bredden vid basen är 2,6 km.
Terrängen runt Kamskajatoppen är kuperad åt sydost, men åt nordväst är den platt. Trakten är obefolkad. Det finns inga samhällen i närheten. 